# Pierrecourt (Alto Saona)
 Pierrecourt  es una población y comuna francesa, situada en la región de Franco Condado, departamento de Alto Saona, en el distrito de Vesoul y cantón de Champlitte.

## Demografía
| 148 | 171 | 149 | 145 | 141 | 134 | 132 |
| Para los censos de 1962 a 1999 la población legal corresponde a la población sin duplicidades (Fuente: INSEE [Consultar]) |     |     |     |     |     |     |